# NGC 6991
NGC 6991 este o galaxie situată în constelația Lebăda. A fost descoperită în 27 septembrie 1788 de către William Herschel.